# نهائي كأس ألمانيا 1995
نهائي كأس ألمانيا 1995 هي المباراة النهائية من منافسة كأس ألمانيا 1994–95، أقيمت المباراة في 24 يونيو 1995، في الملعب الأولمبي، بين فريقي بوروسيا مونشنغلادباخ، ونادي فولفسبورغ، وفاز فيها بوروسيا مونشنغلادباخ، بعد أن هزم نادي فولفسبورغ، بنتيجة 3 - 0، وكان حكم المباراة Eugen Strigel ‏، وحضر المباراة 75700 شخصاً.

## تفاصيل المباراة
لعبت المباراة النهائية في 24 يونيو 1995.
| بوروسيا مونشنغلادباخ                                          | 3 -0 | نادي فولفسبورغ |
| ------------------------------------------------------------- | ---- | -------------- |
| مارتين داهلين 14 ' · شتيفان إيفنبرغ 61 ' · هايكو هيرليتش 86 ' |      |                |